# Egyiptom kormányzóságainak listája

Kormányzósági felosztás

Egyiptom területe 27 kormányzóságra (arab: محافظة , muḥāfaẓah) van felosztva, mindegyik élén egy kormányzóval, akit az elnök nevez ki. A kormányzóságok vagy teljesen városokból állnak, vagy városokból és vidéki területekből egyaránt, emellett vannak, amelyek egyetlen városból állnak. A csak városokból álló kormányzóságok nem oszlanak régiókra, mert a régiónak fordított markaz szó falvak együttesét jelenti. Az egy városból álló kormányzóságok kerületekre oszlanak (Kairó 41, Alexandria 7 kerületre).
2008 áprilisában két újabb kormányzóság jött létre a meglévő 26 mellé: Heluán és Október 6. kormányzóság, 2011 áprilisában azonban ezeket visszacsatolták Kairó, illetve Gíza kormányzósághoz. Luxor kormányzóság 2009 decemberében jött létre.
| Szám (térképen) | Név           | Terület (km²) | Népesség (2015-ben) | Székhely      | Megjegyzés |
| --------------- | ------------- | ------------- | ------------------- | ------------- | --- |
| 2               | Alexandria    | 2 300         | 4 812 186           | Alexandria    | A Földközi-tenger mellett fekszik. Székhelye a 2. legnagyobb város az országban.                                                 |
| 27              | Asszuán       | 62 726        | 1 431 488           | Asszuán       | A Nílus déli szakasza és a Nasszer-tó mentén fekszik.                                                                            |
| 22              | Aszjút        | 25 926        | 4 245 215           | Aszjút        | Egyiptom középső részén fekszik, kb. 120 km hosszan a Nílus mentén.                                                              |
| 3               | Buhajra       | 9 826         | 5 804 262           | Damanhur      | Az itt található El Natrun-vádi volt az ókeresztény remeték egyik központja. (lásd még: sivatagi atyák)                          |
| 19              | Bani Szuvajf  | 10 954        | 2 856 812           | Bani Szuvajf  | Az egyik legszegényebb kormányzóság.                                                                                             |
| 16              | Kairó         | 3 085         | 9 278 441           | Kairó         | Kairó városközpontját és óvárosát foglalja magába, keleti része benyúlik az Arab-sivatagba.                                      |
| 5               | Dakahlijja    | 3 538         | 5 949 001           | Manszúra      | |
| 6               | Damietta      | 910           | 1 330 843           | Damietta      | Északon, a Földközi-tengernél fekszik.                                                                                           |
| 15              | Fajjúm        | 6 068         | 3 170 150           | Fajjúm        | Kiterjedt oázis található itt, Kairó veteményeskertjének is hívják.                                                              |
| 9               | Gharbijja     | 1 942         | 4 751 865           | Tanta         | |
| 14              | Giza          | 13 184        | 7 585 115           | Gíza          | Kairóval átellenben, a Nílus nyugati partján fekszik. Itt találhatók a gízai piramisok.                                          |
| 13              | Iszmáilija    | 5 067         | 1 178 641           | Iszmáilija    | A Szuezi-csatornánál fekszik. |
| 4               | Kafr es-Sajh  | 3 467         | 3 172 753           | Kafr es-Sajh  | A Földközi-tengernél fekszik. |
| 26              | Luxor         | 2 410         | 1 147 058           | Luxor         | Az egyik legfontosabb régészeti helyszín területe                                                                                |
| 1               | Matrúh        | 166 563       | 447 846             | Marsza Matrúh | Az ország ÉNy-i részén fekszik                                                                                                   |
| 20              | Minja         | 32 279        | 5 156 702           | Minja         | Minja város a parfüm- és szappangyártásáról ismert                                                                               |
| 10              | Minúfijja     | 2 499         | 3 941 293           | Sibin el-Kom  | |
| 21              | Új-völgy      | 440 098       | 225 416             | Kharga        | Az Új-völgy Líbiai-sivatag déli részén fekszik. Ez a legnagyobb tartomány és körülbelül 38%-át adja Egyiptom teljes területének. |
| 8               | Észak-Sínai   | 28 992        | 434 781             | El-Aris       | |
| 7               | Port Szaíd    | 1 345         | 666 599             | Port Szaíd    | A Szuezi-csatorna északi végében található.                                                                                      |
| 11              | Kaljúbijja    | 1 124         | 5 105 972           | Banha         | |
| 25              | Kena          | 10 798        | 3 045 504           | Kena          | |
| 23              | Vörös-tengeri | 119 099       | 345 775             | Hurghada      | Közigazgatási központja, Hurghada kiemelt idegenforgalmi hely.                                                                   |
| 12              | Sarkijja      | 4 911         | 6 485 412           | Zagázíg       | A Nílus-deltában fekszik. |
| 24              | Szohág        | 11 022        | 4 603 861           | Szohág        | Az ország középső részén fekszik. Itt található Abüdosz, az egyik legfontosabb nekropolisz.                                      |
| 18              | Dél-Sínai     | 31 272        | 167 426             | El-Tor        | A Sínai-félsziget déli részén fekszik. Itt található Sarm es-Sejk üdülőváros és a Mózes-hegy.                                    |
| 17              | Szuez         | 9 002         | 622 859             | Szuez         | A csatornaövezetnél fekszik. |
| Összesen        | Összesen      | 1 010 407     | 87 963 276          |               | Egyiptom területének mérete alapján Mauritániához, össznépesség alapján Vietnámhoz hasonló.                                      |

## Fordítás
- Ez a szócikk részben vagy egészben  a   Liste_der_Gouvernements_von_Ägypten című német Wikipédia-szócikk fordításán alapul.  Az eredeti cikk szerkesztőit annak laptörténete sorolja fel. Ez a jelzés csupán a megfogalmazás eredetét és a szerzői jogokat jelzi, nem szolgál a cikkben szereplő információk forrásmegjelöléseként.